# Kunene (Namíbia)
Cunene (em inglês Kunene) é uma região da Namíbia. Sua capital é a cidade de Opuwo.
Anteriormente correspondia ao bantustão Caocolândia (Kaokoland ou Kaokoveld).